# Isabella Ochichi
Isabella Ochichi, född den 28 oktober 1979, är en kenyansk före detta friidrottare som tävlade i medel- och långdistanslöpning.
Ochichis första internationella mästerskapsfinal i banlöpning var VM i Paris 2003 där hon slutade på sjätte plats på 5 000 meter på tiden 14.54,08. Hon var även i final vid Olympiska sommarspelen 2004 där hon blev silvermedaljör efter Meseret Defar. 
Hon deltog även vid VM 2005 i Helsingfors där hon var med i finalen på 5 000 meter men slutade först på en åttonde plats. Under 2006 vann hon guld vid Samväldesspelen i Melbourne på 5 000 meter. Hon blev även silvermedaljör på 10 000 meter vid Afrikanska mästerskapen i friidrott samma år.